# Máximo Santos
Máximo Benito Santos Barbosa (Pando, 1847 - Buenos Aires, 1889) fou un militar i polític uruguaià, president constitucional entre 1882 i 1886.

## Biografia
Pel que fa a la seva trajectòria militar, la seva amistat amb Lorenzo Latorre el va portar de sergent a comandant del 5è de caçadors.
Ministre de Guerra de Francisco Antonio Vidal, va ser designat president de la República, per pressió castrense, el 1882.
El seu amor pels fasts (es va crear per a ell el grau de "capità general"), la fortuna que va amassar i la corrupció del seu règim van enfosquir algunes conquestes socials i culturals.
Reelegit per una maniobra va posar en seu contra a diversos ciutadans il·lustres de l'època; els que se li van enfrontar en la denominada Revolució del Quebracho, preparada a l'Argentina, en la qual van vèncer les seves forces al comandament de Máximo Tajes. Malgrat haver guanyat, va sofrir l'atemptat d'Ortiz el 17 d'agost de 1886 (un tret a la cara), va convocar un "gabinet de conciliació" i va dimitir.
Va viatjar a Europa i quan tornava al país se li va impedir desembarcar, pel que va morir en Buenos Aires.
Durant la seva primera presidència va decidir la creació d'un nou departament com una eina política per detenir-ne més poder.
Va ser així que per la Llei 1854 del 30 de desembre de 1885 va néixer el departament de Flores del territori que pertanyia a la tercera Secció Judicial de San José. Tanmateix, era admirador de Napoleó Bonaparte.